# Förr och Nu
Se även: Förr och nu - Illustrerad läsning för hemmet
Förr och nu - Tidskrift för en folkets kultur utgavs 1975-1996 av en förening med samma namn. Den var då en papperstidning i A5-format och utgavs med fyra nummer per år. Den återuppstod 2017 som webbtidskrift.
Huvudsakligen behandlas kulturhistoria med tonvikt på litteratur, konst och idéhistoria. Tidningen sorterar under samma tradition som FiB/Kulturfront och gamla Ordfront.[källa behövs]
Program och inställning uttrycks genom parollerna:
- Försvar för yttrande- och tryckfriheten
- För en folkets kultur
- För en folkets historia
- Antiimperialism